# 新宮運送
株式会社新宮運送（しんぐううんそう）は、兵庫県たつの市新宮町に本拠を置く運送会社。創業以来、死亡事故0を続けているほか、「風を起こさない運転」を推進するなど、安全運転や環境行政に貢献する経営方針が評価され、安全性優良事業所認定、平成21年度エコドライブコンテスト 環境大臣賞、平成24年度エコドライブ活動コンクール最優秀賞、環境大臣賞『環境保全功労者表彰』、『あおぞら大賞』（兵庫県）、『鈴木賞』などの受賞歴がある。

## 概要
1962年（昭和37年）11月に元会長の木南岩男が32歳で新宮運送店として、兵庫県揖保郡にてトラック3台で開業。揖保郡は「揖保乃糸」でしられるそうめんの産地であったことから、当初は北陸や東海方面へのそうめんの輸送を中心に行い、順調な経営であった。その後、昭和40年代には、姫路に石油化学工場が進出したことから、大手運送会社の下請けに始まり、高度成長の波に乗り10年でトラックの台数を30台にまで拡大。自社で自動車整備工場もつくり、民間車検も行えるようになる。
事業は順調だったが、経理を担当し岩男の片腕でもあった妻がガンを発症する。8年間通院し、ガンを克服したものの、その8年間で岩男の人生観が大きく変わり、「金もうけだけじゃなく、世のため人のためにがんばらなあかん」との思いが強くなり、社会活動にも注力し始め長年継続する。その間の実績が認知されるようになり、「全国商工会連合会理事」、「近畿府県商工会連合会連絡協議会会長」、「兵庫県商工会連合会会長」、「兵庫県共済協同組合理事長」などの要職を歴任する。2000年代に入ってからは、社会奉仕活動であるライオンズクラブの地区ガバナーも務める。その後、長男の木南一志に社長の座を譲り、会長に就任。
創業者木南岩男が会社経営を軌道に乗せた後、2代目木南一志はその跡を引き継ぎ、朝礼や研修を取り入れるなどさらに社風改革に取り組んだが、反発が多く行き詰った時にイエローハット創業者の鍵山秀三郎に出会う。鍵山は、それまでの利益一辺倒だった一志の人生観を大きく変えるきっかけとなった。鍵山は「掃除をすれば会社がよくなる」という考えと実践を行っていたため、一志もさっそく翌日から掃除を始めるが、いつまでたってもよくはならない。ある秋の日の朝に、落ち葉をかき集めたときにトラックが走ってくる。あるトラックが走ってきた際にだけ風が起きないことを3度目にようやく気付き、「これがプロドライバーの走り方だ」と社内のドライバーと議論を戦わすも全く理解されなかった。森信三の一日一語の「人間何事もまず10年の辛抱が肝要。（中略）されば黙々10年の努力によりて、一おう事は成るというべし」の言葉を信じ掃除を続け、10年が過ぎたころ、「風を起こさないプロドライバー」が育ち始めた。これが現在も続けられている「風を起こさない運転」の始まりであり、その他、独自の無事故無違反運転運動を『S-DEC運動』(エス・デック:セーフティ・ドライバーズ・エンドレス・チャレンジ)と名付け、「事故が起きても仕方がない」という考えを覆す、4000日間の無事故無違反を推進する循環型の運動を推し進めている。また長年にわたるエコドライブの取組みの強化を継続的に行い、運転方法の改善のためのデジタルタコグラフの改良をメーカーと共同して行うなど、エコへの先駆的、積極的な取組みを通じて環境行政に貢献したことが評価され、環境省の平成25年度環境保全功労を受賞、全国6万社から1社だけが受賞できるエコドライブコンテストでは平成21年環境大臣賞、平成24年環境エコドライブ活動コンクール最優秀賞と2度受賞。
現在は運送業を中心に、ミスコピー用紙等のリサイクル部門の「世直しリサイクル事業部」や、安全な水を販売する「クリクラ事業部」をもつなど、運送会社としては多彩でユニークな事業を展開。また、社内のみならず、会社周辺の清掃活動まで活発に行っている。また、木南家は楠公一族の末裔であり、2010年には湊川神社へに寄進を行っている。

## 沿革
- 1962年（昭和37年）11月 - 木南岩男が32歳で兵庫県揖保郡に新宮運送店を設立。社員は3名であった。
- 1968年（昭和43年）11月 - 有限会社新宮運送として法人化。
- 1969年（昭和44年）12月 - タンクローリーによる危険物輸送開始。その後、日本触媒化学工業の運送も開始。
- 1974年（昭和49年） - 有限会社新和自動車設立。
- 1980年（昭和55年）11月 - 自動車運送取扱業、利用業、代弁業の免許取得。
- 1981年（昭和56年）04月 - 姫路西配送センター事業協同組合設立。
- 1983年（昭和58年）12月 - 株式会社新宮運送に組織変更。
- 1991年（平成03年）10月 - 物流ネットワーク播磨協同組合設立。
- 1992年（平成04年）01月 - 本社社屋を新設し移転。
- 1995年（平成07年）11月 - 常磐運輸株式会社設立。
- 1997年（平成09年）12月 - 車輌衛星通信システム、オムニトラックス導入。
- 1999年（平成11年）08月 - 環境関連事業である世直しリサイクルシステム開始。
- 2000年（平成12年）05月 - ISO9002認証取得。
- 2003年（平成15年）03月 - ISO9001(2000)更新登録。
- 2004年（平成16年）04月 - グリーン経営認証取得。
- 2005年（平成17年）01月 - 安全性優良事業所認定。
- 2005年（平成17年）06月 - たつの物流センター竣工。
- 2008年（平成20年）07月 - 名古屋営業所開設。
- 2009年（平成21年）03月 - 姫路営業所開設。
- 2009年（平成21年）11月 - 平成21年度エコドライブコンテスト環境大臣賞受賞。2001年より8年間で燃費を22.4%向上させた。
- 2010年（平成22年） - 「あおぞら大賞」（兵庫県大気環境保全連絡協議会）、「鈴木賞」（全日本トラック協会）受賞。
- 2012年（平成23年）07月 - クリクラ事業開始
- 2013年（平成24年）11月 - 平成24年度エコドライブ活動コンクール（交通エコロジー・モビリティ財団主催）最優秀賞受賞。
- 2014年（平成25年）06月 - 環境大臣賞『環境保全功労者表彰』受賞[1]。
- 2014年（平成25年）11月 - 本社にて太陽光発電開始。

（以上出典）

## 事業内容
- 一般貨物自動車運送事業
  - 大型、中型トラックでの貸切貨物輸送
  - タンクローリーによる危険物輸送
- 自動車運送取扱業
- 自動車運送代弁業
- 産業廃棄物収集運搬事業
- 環境関連事業（世直しリサイクルシステム）[13]
- その他産業物流に関する一切の事業

### グループ会社
- 自動車整備、販売、車検
- プラスチック加工請負
- 物流作業請負
- 物流センター運営
- ピッキング作業

（以上出典）

## 事業所
本社
- 兵庫県たつの市新宮町大屋668番地12

姫路営業所
- 兵庫県姫路市網干区浜田字南垣原1320番地18

## 関連会社
- 常磐運輸
- 新和自動車
- 兵庫物流
- 山陽保険工房

（以上出典）